# 東尼·安東尼
羅傑·佩蒂托（英語：Roger Pettito，1937年10月16日—）或稱藝名東尼·安東尼（英語：Tony Anthony），美國男演員、製片人、編劇及導演，以其在義大利式西部片中的主演角色而聞名；出演過的著名作品如包括《鎮上陌生人》（1967年）、《陌生人歸來》（1967年）、《沉默的陌生人》（1968年）和《蠱惑獨行俠》（1975年）在內的《陌生人》系列，以及1971年電影《盲人槍手》。安東尼還在《槍手哈特》（1981年）及《魔宮奪寶奇兵皇冠大寶蕆》（1983年）中擔任編劇、製片和主演，其中前者是帶起了1980年代3D電影熱潮的功臣之一。

## 外部連結
- Tony Anthony在互联网电影资料库（IMDb）上的資料（英文）
- 在AllMovie上Tony Anthony的頁面（英文）